# Alberto Perrini
Alberto Perrini (Roma, 20 marzo 1919 – Roma, 8 aprile 2007) è stato un drammaturgo e critico teatrale italiano.

## Biografia
La sua formazione teatrale avvenne nel contesto dei Guf di Roma, dove debuttò, sotto la guida di Cesare Vico Lodovici, Ugo Betti e Anton Giulio Bragaglia, inizialmente come regista e scenografo e in seguito come commediografo.
Nel 1939 cominciò a lavorare in radio ed ebbe un ruolo significativo nella nascita del radiodramma in Italia. A teatro esordì nel 1940 con il dramma in tre atti Entrare nel sogno, per la regia di Tullio Bulgarelli.
L'8 settembre 1943 si trovò a Bari. Nel capoluogo pugliese collaborò alla Sezione prosa di Radio Bari p.W.b., emittente gestita dagli Alleati. Nel 1944 scrisse con Turi Vasile Un uomo sta per morire, dramma d'avanguardia in due tempi brevi.
Nel dopoguerra prese parte alla campagna contro il Fronte popolare, allestendo una radio clandestina e collaborando con l'Ufficio psicologico, che era diretto da Vasile, con il quale fondò il Sindacato nazionale autori radiofonici.
Tra il 1946 e il 1953 lavorò come regista di opere radiofoniche alla Radio Vaticana e diresse il complesso drammatico del Centro cattolico radiofonico. In questi anni ottenne la cattedra di drammaturgia presso l'Università internazionale degli Studi Sociali "Pro Deo". Ingmar Bergman diresse la messa in onda, all'interno di una serie di produzioni sperimentali della Swedish Public Radio, del suo radiodramma Taccuino notturno.
Una tappa significativa del suo percorso artistico fu nel 1955 quando realizzò con l'autore Aldo Palazzeschi un adattamento teatrale del romanzo Roma.
Per la Rai, tra il 1977 e il 1979, realizzò una serie di trasmissioni televisive sull'etimologia degli ideogrammi cinesi, intitolata «I meravigliosi segreti della scrittura cinese».
Tra le sue opere di maggior rilievo si ricordano Come ali hanno le scarpe e Non si dorme a Kirkwall, che fu messa in scena in quarantadue Paesi stranieri, ebbe il cartellone al Teatro ABC di Praga per tre anni consecutivi e fu trasposta per la televisione da Sandro Bolchi.
Dopo trent'anni di ricerche portò a termine il «restauro drammaturgico» della "comedia ridiculosa" in due atti La verità discoperta di Gian Lorenzo Bernini.
All'attività di drammaturgo affiancò quella di critico teatrale e radiofonico per giornali e riviste, tra cui Il Tempo, La Fiera Letteraria, Il dramma, Filodrammatica, Lo Specchio e Sipario.

## Premi
- 1949 - Premio Radioteatrale Stresa con Disertori.[11]
- 1950 - Prix International Italia con Ildebrando Pizzetti per Ifigenia.[12]
- 1951 - Premio Nazionale Radiodrammatico con Giuda.[13]
- 1956 - Premio IDI - Saint Vincent.[14]
- 1963 - Primo Premio IDI - Saint Vincent  con Sola su questo mare.[15][16]

## Opere
- Alberto Perrini, Mystero de la Passione de nostro signore : Tratto da laudi e rappresentazioni sacre dei secoli XIII, XIV, XV, XVI e dai Vangeli, Roma, Ave, An. Veritas Ed., 1946.
- Alberto Perrini, Taccuino notturno, in Repertorio, n. 11, 1949,  pp. 7-22.
- Alberto Perrini, Giuda, Torino, Società Editrice Torinese, 1952.
- Alberto Perrini, Drammaturgia televisiva : Come si scrive per la Televisione : Teoria e tecnica del teledramma, Roma, Edizioni Internazionali Sociali, 1954.
- Alberto Perrini, Non si dorme a Kirkwall : farsa in due tempi e otto quadri, in Sipario, n. 137, 1957,  pp. 42-60.
- Ildebrando Pizzetti e Alberto Perrini, Ifigenia : tragedia musicale in un atto, Venezia, La Biennale di Venezia, 1958.
- Alberto Perrini e Giorgio Nelson Page, Purosangue : tre atti e otto quadri, Palermo, IRES, 1958.
- Alberto Perrini, Tragedia e coro per dieci clowns : farsa moralistica in due tempi, Roma, Tip. Coppitelli, 1959.
- Alberto Perrini, Dove va il teatro italiano?, Roma, Ediz. Argine, 1962.
- Alberto Perrini, Sola su questo mare : due tempi e nove quadri, in Il dramma, n. 325, 1963,  pp. 9-36.
- Alberto Perrini, Coincidenza secondo binario : un atto, in Ridotto, n. 7-8, 1965,  pp. 74-86.
- Alberto Perrini, Mistero della speranza : moderna sacra rappresentazione, in Controcorrente, n. 3-4, 1965,  pp. 50-88.
- Alberto Perrini (a cura di), Dialoghi d'amore, Milano, A. Mondadori, 1969.
- Alberto Perrini, Analasalunga, disegni di Federico Fellini, Milano, Milano Libri, 1973.
- Alberto Perrini e Turi Vasile, Un uomo sta per morire, in Il segno indelebile : antologia di atti unici degli autori drammatici iscritti all'Enap, Roma, Laterza, 2000.

### Traduzioni
- (EN) Alberto Perrini, Once a thief, in Margaret Mayorga (a cura di), The Best short plays of 1955-1956, Boston, Beacon Press, 1956.
- (CS) Alberto Perrini, Čert nikdy nespí : Fraška o 2 dějstvích, 8 obrazech, Praha, ČDLJ, 1958.
- (DE) Alberto Perrini, Der Renegat Farce in 3 Akten u. 3 Bildern, Frankfurt am Main, S. Fischer, 1960.
- (DE) Alberto Perrini, Die Geschichte einer Liebe, in Hansjörg Schmitthenner (a cura di), Dreizehn europäische Hörspiele, München, R. Piper, 1961,  pp. 323-331.
- (CS) Alberto Perrini, Srdce pirátky : Komedie o 2 dílech, 9 obrazech s dělostřelbou a jinými atrakcemi, Praha, Dilia, 1966.
- (CS) Alberto Perrini, Nápadník z Marsu : Neuvěřitelná dobrodružství pozemšťanky ve 3 dějstvích, Praha, Dilia, 1967.
- (DE) Alberto Perrini, Tragödie und Chor für zehn Clowns : moralistische Farce in zwei Akten, Wuppenau, E & A Verleger, 1995.